# Врста (Бихаћ)
Врста је насељено мјесто у Босни и Херцеговини у општини Бихаћ које административно припада Федерацији Босне и Херцеговине. Према попису становништва из 1991. у насељу је живјело 661 становника.

## Становништво
| Националност       | 1991.        | 1981.        | 1971.        | 1961. |
| Муслимани          | 603 (91,22%) | 360 (85,10%) | 355 (79,24%) |       |
| Срби               | 43 (6,50%)   | 57 (13,47%)  | 89 (19,86%)  |       |
| Југословени        |              | 4 (0,94%)    |              |       |
| Хрвати             |              | 1 (0,23%)    |              |       |
| остали и непознато | 15 (2,26%)   | 1 (0,23%)    | 4 (0,89%)    |       |
| Укупно             | 661          | 423          | 448          | '     |